# Gerbilliscus brantsii
Il gerbillo dell'Highveld (Gerbilliscus brantsii  Smith, 1836) è un roditore della famiglia dei Muridi diffuso nell'Africa meridionale.

## Descrizione

### Dimensioni
Roditore di medie dimensioni, con la lunghezza della testa e del corpo tra 96 e 164 mm, la lunghezza della coda tra 103 e 186 mm, la lunghezza del piede tra 19 e 47 mm, la lunghezza delle orecchie tra 12 e 34 mm e un peso fino a 126 g.

### Aspetto
La pelliccia è lunga, soffice e arruffata. Le parti superiori variano dal bruno-rossastro chiaro al rossiccio con dei riflessi brunastri, mentre le parti inferiori variano da una sottospecie all'altra, essendo bianche in G.b.griquae, grigio-giallastre in G.b.ruddi e bianche con delle chiazze grigio-giallastre sul petto in G.b.brantsii. La testa è stretta, con un naso appuntito, le vibrisse lunghe, gli occhi grandi e il mento biancastro. Le orecchie sono allungate, marroni scure e con la punta arrotondata. La coda è lunga come la testa ed il corpo o talvolta più corta, dello stesso colore del dorso sopra, bianca sotto e con un ciuffo di peli bianchi all'estremità. Il cariotipo è 2n=44 FN=66.

## Biologia

### Comportamento
È una specie terricola e notturna. Forma colonie, con diversi individui che vivono uno accanto all'altro. Si muove saltando con tutte e quattro le zampe. Scava complessi sistemi di cunicoli nel terreno sabbioso morbido. Una tana può avere diverse entrate e gallerie lunghe circa 45–60 cm che si incrociano sottoterra e un nido. La massima profondità delle tane è di circa 20 cm e la lunghezza totale di 6 m. 

### Alimentazione
Si nutre principalmente di piante, incluse radici e parti verdi, gli insetti sono circa il 5% della dieta nel Kalahari meridionale. Durante la stagione calda vengono mangiate più piante verdi che bianche. Questi animali hanno un significativo effetto nella vegetazione locale, la biomassa vegetale appare più rarefatta in prossimità delle loro tane. 

### Riproduzione
Si riproduce durante tutto l'anno con picchi al termine della stagione secca fredda. Danno alla luce 1-5 piccoli alla volta dopo 22 giorni di gestazione. Alla nascita pesa 4,6 g, gli occhi si aprono dopo 16-20 giorni di vita. Vengono svezzati dopo 28 giorni. Le femmine possono avere cinque o sei cucciolate all'anno.

## Distribuzione e habitat
Questa specie è diffusa nell'Africa meridionale, dall'Angola sud-orientale e lo Zambia sud-occidentale fino al Sudafrica.
Vive in ambienti con terreno sabbioso coperto con erba, boscaglia e boscaglie aperte. Si trova anche in terreni umidi intorno a paludi e acquitrini, talvolta usando gallerie di ratti talpa del genere Cryptomys. Non è presente in terreni solidi stabili o con sabbia molto morbida.

## Tassonomia
Sono state riconosciute 3 sottospecie:
- G.b.brantsii: Lesotho, province sudafricane del Capo orientale e KwaZulu-Natal;
- G.b.griquae (Wroughton, 1906): Kalahari, Angola meridionale, Zambia occidentale, Botswana, Zimbabwe, Mozambico centrale;
- G.b.ruddi (Wroughton, 1906): parte settentrionale della provincia sudafricana del KwaZulu-Natal.

## Conservazione
La IUCN Red List, considerato il vasto areale e la popolazione numerosa, classifica G.brantsii come specie a rischio minimo (Least Concern).